# Epimelitta ornaticollis
Epimelitta ornaticollis är en skalbaggsart som först beskrevs av Dmytro Zajciw 1973.  Epimelitta ornaticollis ingår i släktet Epimelitta och familjen långhorningar. Inga underarter finns listade i Catalogue of Life.